# 大洋卵菌属
大洋卵菌属（学名：Pelagovum）是红杆菌科下的一个属。本属惟一种太平洋大洋卵菌 是山东大学任雪冰从马里亚纳海沟海面贫营养环境分离出来的一种菌。

## 下属物种
本属包括以下物种：
- 太平洋大洋卵菌 Pelagovum pacificum[2]